# كرسنت سيتي (إلينوي)
كرسنت سيتي (بالإنجليزية: Crescent City)‏ هي منطقة سكنية تقع في الولايات المتحدة في مقاطعة إيروكوي، إلينوي.  يقدر عدد سكانها بـ 631 نسمة  وترتفع عن سطح البحر 195 متر.

## التركيبة السكانية
حدّد مكتب تعداد الولايات المتحدة بيانات التركيبة السكانية لكرسنت سيتي في تعداد الولايات المتحدة. في ما يلي، التركيبة السكانية حسب تعدادي 2000 و2010.

### تعداد عام 2000
بلغ عدد سكان كرسنت سيتي 631 نسمة بحسب تعداد عام 2000، وبلغ عدد الأسر 259 أسرة وعدد العائلات 183 عائلة مقيمة في القرية. في حين سجلت الكثافة السكانية 534.7 نسمة لكل كيلومتر مربع (1,384.9/ميل2). وبلغ عدد الوحدات السكنية 272 وحدة بمتوسط كثافة قدره 230.5 لكل كيلومتر مربع (597.0/ميل2).
وتوزع التركيب العرقي للقرية بنسبة 98.42% من البيض و0.48% من الأمريكيين الأصليين و0.48% من الأعراق الأخرى و0.63% من عرقين مختلطين أو أكثر و1.27% من الهسبانيون أو اللاتينيون من أي عرق.
بلغ عدد الأسر 259 أسرة كانت نسبة 34% منها لديها أطفال تحت سن الثامنة عشر تعيش معهم، وبلغت نسبة الأزواج القاطنين مع بعضهم البعض 62.9% من أصل المجموع الكلي للأسر، ونسبة 6.6% من الأسر كان لديها معيلات من الإناث دون وجود شريك،  بينما كانت نسبة 1.2% من الأسر لديها معيلون من الذكور دون وجود شريكة وكانت نسبة 29.3% من غير العائلات. تألفت نسبة 24.7% من أصل جميع الأسر من عدة أفراد يعيشون في نفس المنزل ونسبة 15.4% كانت تتألف من شخص يعيش بمفرده يبلغ من العمر 65 عاماً أو أكثر. وبلغ متوسط حجم الأسرة المعيشية 2.44، أما متوسط حجم العائلات فبلغ 2.93.
بلغ العمر الوسطي للسكان 38.1 عاماً. وكانت نسبة 25.4% من القاطنين تحت سن الثامنة عشر، وكانت نسبة 5.4% بين الثامنة عشر والرابعة والعشرين عاماً، ونسبة 27.3% كانت واقعةً في الفئة العمرية ما بين الخامسة والعشرين والرابعة والأربعين عاماً، ونسبة 21.6% كانت ما بين الخامسة والأربعين والرابعة والستين، ونسبة 20.4% كانت ضمن فئة الخامسة والستين عاماً فما فوق. يوجد لكل 100 أنثى 97.8 ذكر، ويوجد لكل 100 أنثى في الثامنة عشر من عمرها فما فوق 88.4 ذكر.
بلغ متوسط دخل الأسرة في القرية 38,500 دولارًا، أما متوسط دخل العائلة فبلغ 46,979 دولارًا. وكان متوسط دخل الذكور 32,750 دولارًا مقابل 23,594 دولارًا للإناث. وسجل دخل الفرد الخاص بالقرية 17,308 دولارًا. وكانت نسبة 0.6% من العائلات ونسبة 1.9% من السكان تحت خط الفقر، وكان من هؤلاء نسبة 1.8% تحت سن الثامنة عشر ونسبة 4% في الخامسة والستين من العمر وما فوق.

### تعداد عام 2010
بلغ عدد سكان كرسنت سيتي 615 نسمة بحسب تعداد عام 2010، وبلغ عدد الأسر 264 أسرة وعدد العائلات 174 عائلة مقيمة في القرية. في حين سجلت الكثافة السكانية 521.2 نسمة لكل كيلومتر مربع (1,349.9/ميل2). وبلغ عدد الوحدات السكنية 276 وحدة بمتوسط كثافة قدره 233.9 لكل كيلومتر مربع (605.8/ميل2).
وتوزع التركيب العرقي للقرية بنسبة 98.86% من البيض و0.16% من الأمريكيين الأفارقة و0.33% من الأمريكيين الأصليين و0.33% من الأمريكيين ذوي الأصول الآسيوية و0.33% من عرقين مختلطين أو أكثر و1.14% من الهسبانيون أو اللاتينيون من أي عرق.
بلغ عدد الأسر 264 أسرة كانت نسبة 30.3% منها لديها أطفال تحت سن الثامنة عشر تعيش معهم، وبلغت نسبة الأزواج القاطنين مع بعضهم البعض 51.5% من أصل المجموع الكلي للأسر، ونسبة 9.5% من الأسر كان لديها معيلات من الإناث دون وجود شريك،  بينما كانت نسبة 4.9% من الأسر لديها معيلون من الذكور دون وجود شريكة وكانت نسبة 34.1% من غير العائلات. تألفت نسبة 28.4% من أصل جميع الأسر من عدة أفراد يعيشون في نفس المنزل ونسبة 14.4% كانت تتألف من شخص يعيش بمفرده يبلغ من العمر 65 عاماً أو أكثر. وبلغ متوسط حجم الأسرة المعيشية 2.33، أما متوسط حجم العائلات فبلغ 2.83.
بلغ العمر الوسطي للسكان 42.7 عاماً. وكانت نسبة 20.8% من القاطنين تحت سن الثامنة عشر، وكانت نسبة 8.6% بين الثامنة عشر والرابعة والعشرين عاماً، ونسبة 24.1% كانت واقعةً في الفئة العمرية ما بين الخامسة والعشرين والرابعة والأربعين عاماً، ونسبة 25.5% كانت ما بين الخامسة والأربعين والرابعة والستين، ونسبة 21% كانت ضمن فئة الخامسة والستين عاماً فما فوق. وتوزع التركيب الجنسي للسكان بنسبة 47.6% ذكور و52.4% إناث.

## معرض صور

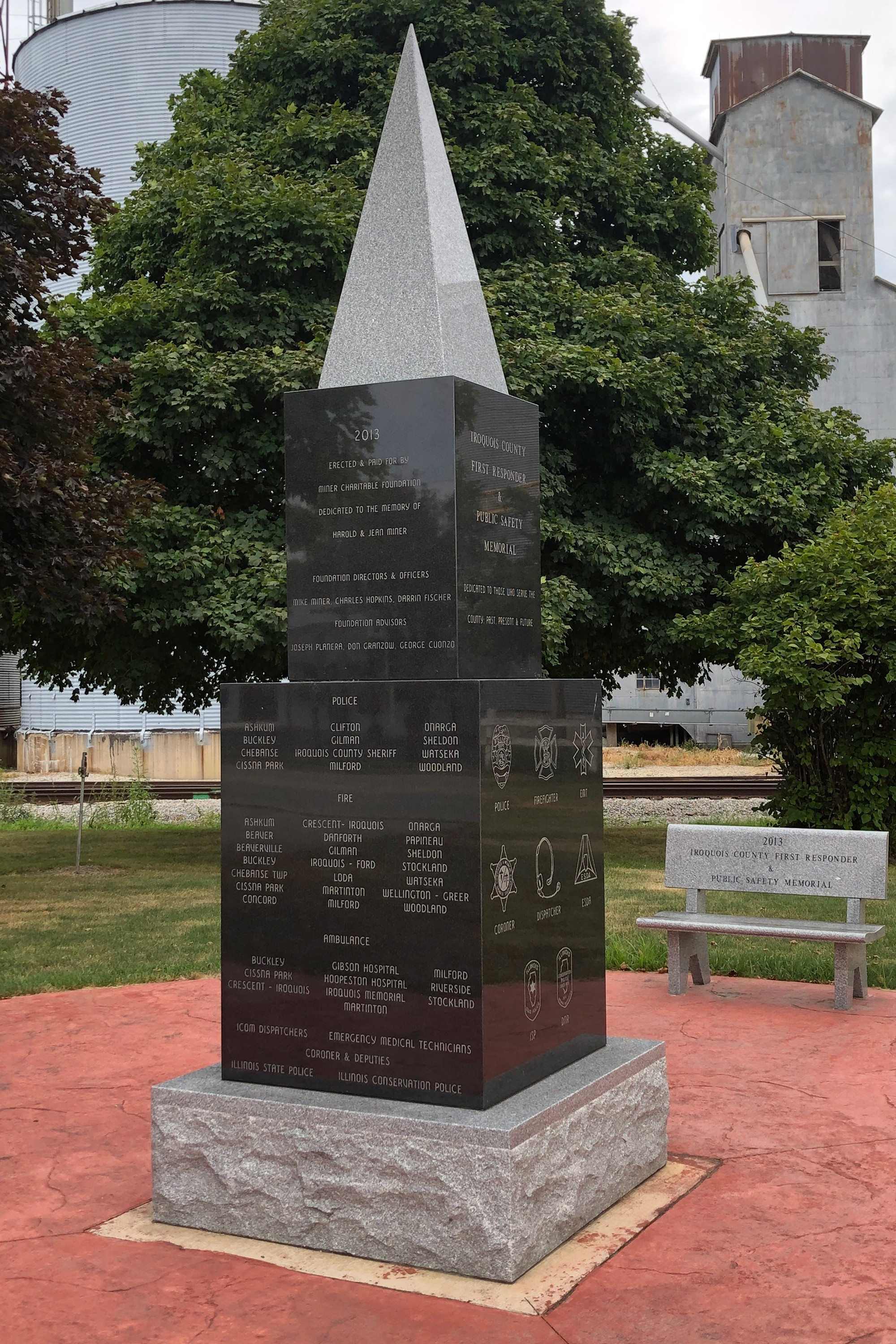
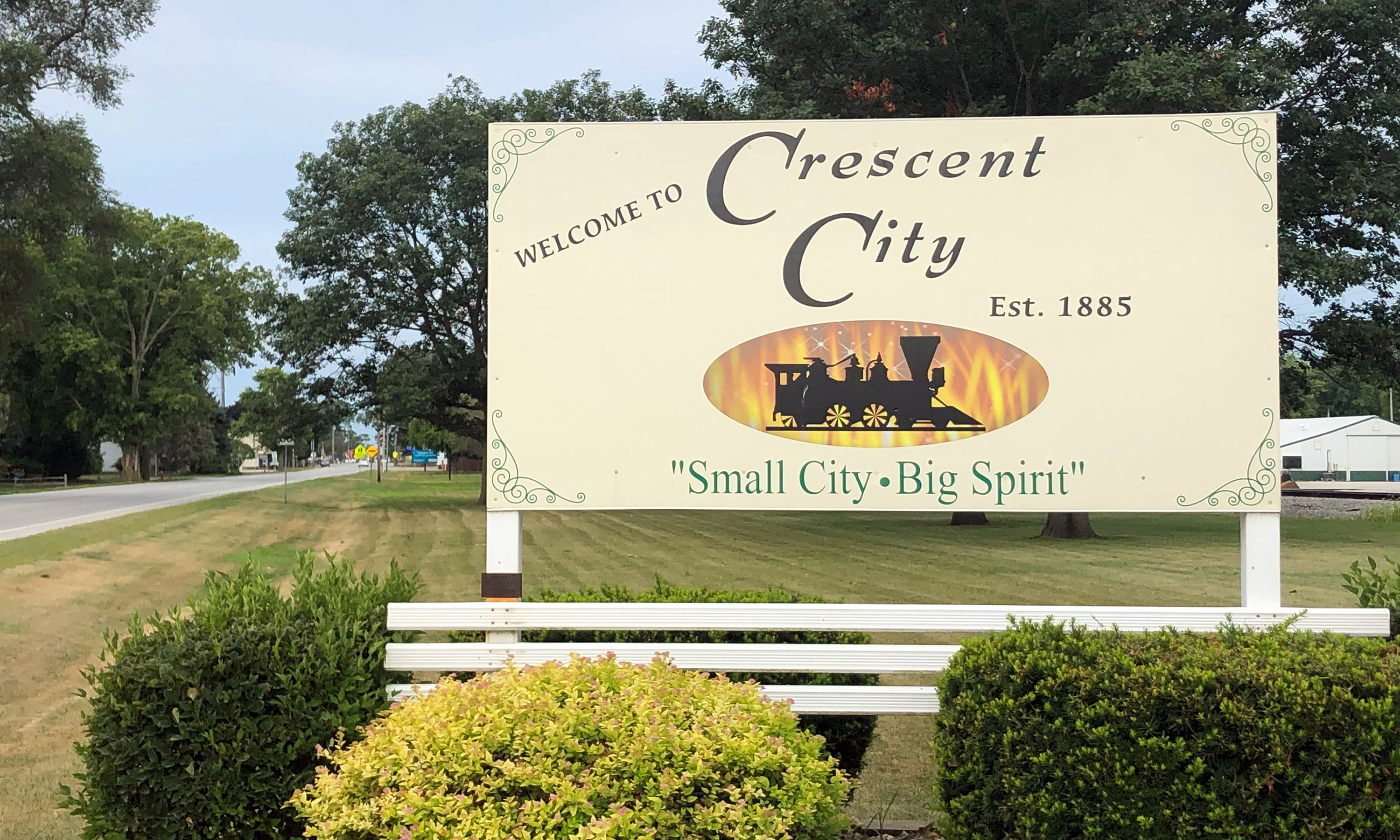
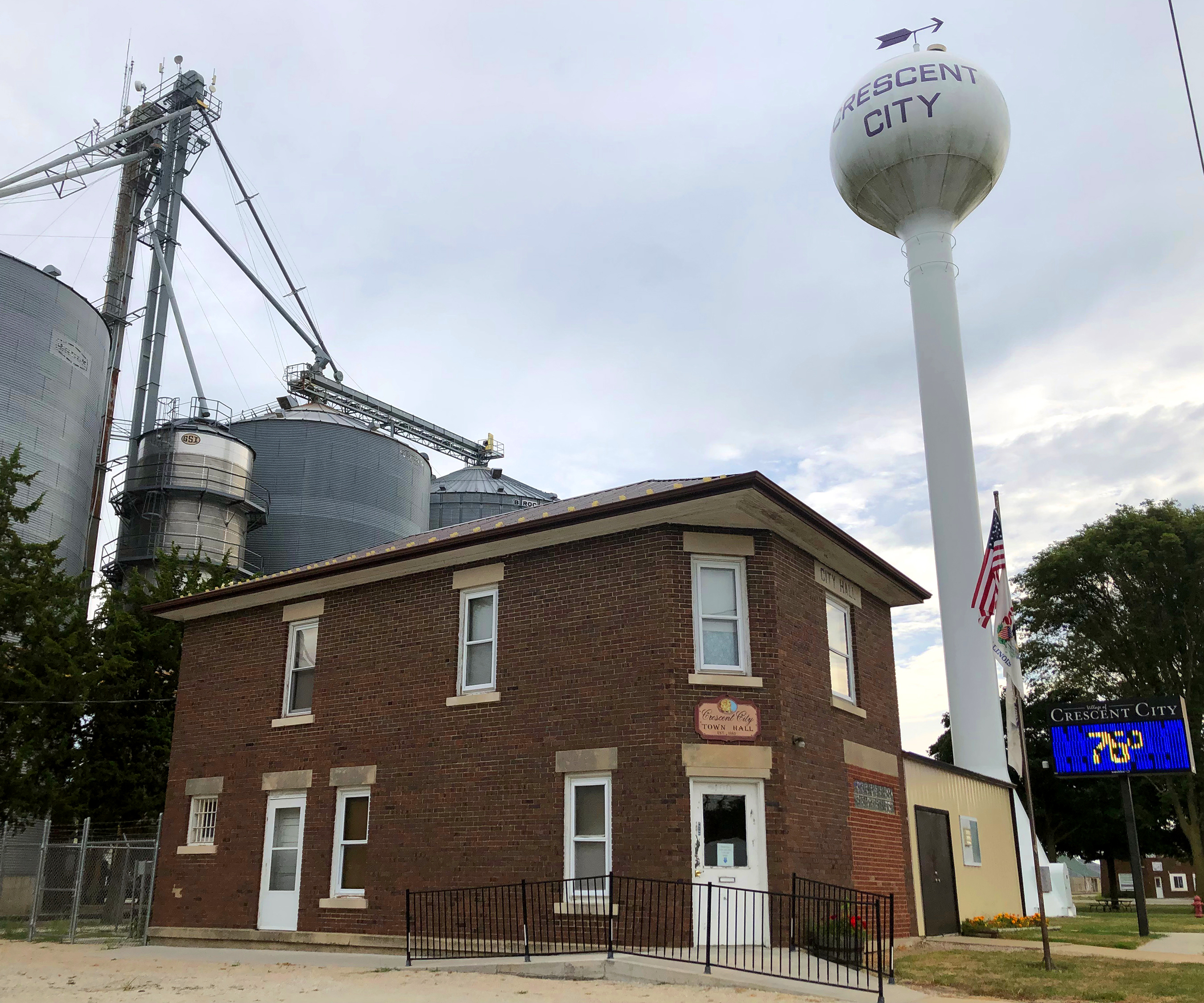